# 北榄府
北欖府（皇家轉寫：Changwat Samut Prakan，泰語發音：[t͡ɕāŋ.wàt sāmùt prāːkāːn]，音譯為沙没巴干府），為位於泰國中部的一個府，北接曼谷，蘇凡納布機場亦坐落於此。「北欖」為泰語別名「（Paknam）」由當地華人以潮州話之音譯（潮州話：[p˭ǎ[i] nám]），意為「河口」。越南人稱其為北喃。

## 歷史
該府建於阿瑜陀耶時代，因恰好位於泰國灣的昭披耶河口，因此泰文為邁巴喃（中文意義為“河口城”）。在1819年，拉瑪二世下令重建城池，並在昭披耶河兩旁建築數座碉堡，以抵禦歐洲殖民侵略者的襲擊，現在僅餘兩座碉堡。

## 地理
該府的面積約1,004.1平方公里，距首都曼谷約25公里。其疆域北連曼谷；南毗泰國灣；東瀕北柳府；西臨曼谷及龍仔厝府。該府大部分屬低窪地帶，當地民眾主要靠打漁維生。目前該府已有不少工業區，大工廠林立。

## 行政及管理
北欖府行政上被劃分為6個縣（Amphoe），又進一步被劃分為50個區（Tambon）及396個村（Muban）。
| \| # \| 中文名 \| 泰文名 \| 英文名 \| \| - \| ------------------------------------- \| -------------- \| ------------------- \| \| 1 \| 北欖府治县 (沙沒巴干府治县) \| เมืองสมุทรปราการ \| Mueang Samut Prakan \| \| 2 \| 邦波县（英语：Bang Bo District） \| บางบ่อ \| Bang Bo \| \| 3 \| 邦普里县（英语：Bang Phli District） \| บางพลี \| Bang Phli \| \| 4 \| 帕巴登县（英语：Phra Pradaeng District） \| พระประแดง \| Phra Pradaeng \| \| 5 \| 帕沙没则滴县（英语：Phra Samut Chedi District） \| พระสมุทรเจดีย์ \| Phra Samut Chedi \| \| 6 \| 邦骚通县（英语：Bang Sao Thong District） \| บางเสาธง \| Bang Sao Thong \| |                             |                |                     |
| # | 中文名                      | 泰文名         | 英文名              |
| 1 | 北欖府治县 (沙沒巴干府治县) | เมืองสมุทรปราการ | Mueang Samut Prakan |
| 2 | 邦波县                      | บางบ่อ          | Bang Bo             |
| 3 | 邦普里县                    | บางพลี          | Bang Phli           |
| 4 | 帕巴登县                    | พระประแดง      | Phra Pradaeng       |
| 5 | 帕沙没则滴县                | พระสมุทรเจดีย์    | Phra Samut Chedi    |
| 6 | 邦骚通县                    | บางเสาธง       | Bang Sao Thong      |

## 名勝古蹟
- 泰國北欖鱷魚湖動物園（ฟาร์มจระเข้และสวนสัตว์，Samut Prakan Crocodile Farm and Zoo）：1950年開設，距首都曼谷約10公里。
- 古蹟城（เมืองโบราณ，Ancient City）：它是世界最大的戶外博物館，佔地高達800,000平方公尺。位於素坤逸路第33公里處，仿製泰國地形把全國七十六府的知名建築物、紀念碑及古剎廟宇等複制塑造，成為泰國的縮影。
- 拍沙目佛塔（พระสมุทรเจดีย์，Phra Samut Chedi）：位於府署對面，又稱為水中大塔。建於拉瑪二世時代，每年佛曆11月均舉行禮佛盛會，吸引各地的觀光客。
- 幫拍朱壯告堡（ป้อมพระจุลจอมเกล้าหรือป้อมพระจุล，Fort Chulachomklao）：位於直轄縣建於拉瑪五世時代的軍事碉堡，迄今保留當年的望遠鏡及槍炮，由泰國海軍負責管理。
- 壽苑：位於直轄縣的挽蒲區之中式園林食堂，園裡繁花似錦，風景優美，且有餐廳及其它娛樂場所，是一休閒好去處。
- 哇阿鎖咖喃寺（วัดอโศการาม，Wat Asokaram）：位於直轄縣，寺裡有十三座佛塔，中央的最大；其餘12座小佛塔則環繞四周。
- 新城宋干節：新城縣每年皆舉行盛會，有放生隊伍遊行、花車比賽、潑水、宋干美女選舉等節目，吸引各地的觀光客。
- 海軍博物館（พิพิธภัณฑ์ทหารเรือ，Naval Museum）：位於直轄縣之水師學堂對面，除介紹泰國海軍的歷史之圖文展覽外，尚有各種軍民用船艦的模型。
- 沙旺卡尼挖園：距直轄縣約五公里，位於素坤逸路第31公里處，它是泰國紅十字會轄下的療養院，遍布各種鮮花樹木，設有水族館及餐廳，院後有河邊亭閣，為一避暑勝地。
- 眼鏡蛇園：位於挽披縣，面積約16,000平方公尺，養殖各種毒蛇，示範擠毒液及武蛇表演，並銷售各種蛇皮制品。
- 暹羅代天宮：位於直轄縣，建於1992年，它是中華民國的信眾為供奉代天巡狩的五府千歲：五皇爺，香火鼎盛。